# Српски гласник (лист)
Српски гласник је лист за просвету, привреду и културу који је излазио у Сомбору од 1892. до 1893. године. Уредник је био Ђура Маширевић.

## Историјат
Српски гласник су лист који је био противрадикалски оријентисан. Заступао је интересе богаташких породица Коњовић и Максимовић.
Због тога је лист био у сталном сукобу са радикалним Бачванином.

### Периодичност излажења
Српски гласник је био недељник и излазио је недељом.

### Време и место издавања
Сомбор, од 15. маја 1892. до 12. октобра 1893. године.

### Издавач и штампарија
Издавач листа је био Ђура Маширевић.
Српски гласник је штампан је у штампарији Карла Облата.

## Тематика
- Просветне теме
- Привредне теме
- Теме из културе

## Уредници листа
Власник и одговорни уредник листа је био Ђура Маширевић.